# 水野車站
水野車站（日语：／ Mizuno eki */?）是位於愛知縣瀨戶市效範町，為名鐵瀨戶線車站之一。
瀨戶市的最西端車站。

## 車站結構
對向式月台2面2線的地面車站。

### 月台配置
| 月台 | 路線   | 方向 | 目的地           |
| ---- | ------ | ---- | ---------------- |
| 1    | 瀨戶線 | 下行 | 尾張瀨戶方向     |
| 2    | 瀨戶線 | 上行 | 大曾根、榮町方向 |

### 配線圖
| ← 尾張瀨戶方向  | 水野站 構內配線略圖 | → 大曾根、 榮町方向 |
| 图例 参考文献： |                     |                     |

## 相鄰車站
名古屋鐵道
 瀨戶線
■急行、■準急、■普通
三鄉（ST16）－水野（ST17）－新瀨戶（ST18）

## 外部連結
- 水野 - 名古屋鐵道